# Jacques Rogge
Grof Jacques Rogge (Gent, Belgija, 2. svibnja, 1942.), osmi predsjednik Međunarodnog olimpijskog odbora (IOC), a po profesiji je ortopedski kirurg.
Rogge se natjecao u jedrenju na Olimpijskim igrama 1968., 1972. i 1976., i igrao za belgijski nacionalnu ragbi reprezentaciju. Rogge je služio kao predsjednik Belgijskom olimpijskog odbora između 1989. i 1992., također i kao predsjednik Europskog olimpijskog odbora od 1989. pa sve do 2001. Član IOC-a postao je 1991. i predružio se Izvršnom odboru 1998. Belgijski kralj Albert II mu je dao titulu grofa  i proglasio ga vitezom.
Rogge je izabran predsjednikom IOC 16. srpnja 2001. kod IOC zasjedanja u Moskvi kao nasljednik Juana Antonia Samarancha, koji je vodio IOC od 1980. godine.
Pod njegovim vodstvom, IOC je stvorila više mogućnosti za zemlje u razvoju da se natječu i ugošćuju Olimpijske igre.

## Vanjske poveznice
|  | Zajednički poslužitelj ima još gradiva o temi Jacques Rogge |